# La Yeguada
La Yeguada è un comune (corregimiento) della Repubblica di Panama situato nel distretto di Calobre, provincia di Veraguas. Si estende su una superficie di 131,6 km² e conta una popolazione di 1.353 abitanti (censimento 2010).